# U-952
Unterseeboot 952 foi um submarino alemão do Tipo VIIC, pertencente a Kriegsmarine que atuou durante a Segunda Guerra Mundial.

## Comandantes
| Comandante         | Data                                         |
| ------------------ | -------------------------------------------- |
| Kptlt. Oskar Curio | 10 de dezembro de 1942 - 6 de agosto de 1944 |

## Subordinação
Durante o seu tempo de serviço, esteve subordinado às seguintes flotilhas:
| Período                                      | Flotilha                                   |
| -------------------------------------------- | ------------------------------------------ |
| 10 de dezembro de 1942 - 30 de abril de 1943 | 5. Unterseebootsflottille (treinamento)    |
| 1 de maio de 1943 - 31 de janeiro de 1944    | 3. Unterseebootsflottille (serviço ativo)  |
| 1 de fevereiro de 1944 - 6 de agosto de 1944 | 29. Unterseebootsflottille (serviço ativo) |

## Operações conjuntas de ataque
O U-952 participou das seguinte operações de ataque combinado durante a sua carreira:
- [[Rudeltaktik sem nome (5 de maio de 1943 - 10 de maio de 1943)
- Rudeltaktik Isar (10 de maio de 1943 - 15 de maio de 1943)
- Rudeltaktik Donau 1 (15 de maio de 1943 - 26 de maio de 1943)
- Rudeltaktik Leuthen (15 de setembro de 1943 - 24 de setembro de 1943)
- Rudeltaktik Rossbach (27 de setembro de 1943 - 6 de outubro de 1943)